# HMS Argyll (F231)
Pour les autres navires du même nom, voir HMS Argyll.
Le HMS Argyll est une frégate de type 23 de la Royal Navy.

## Histoire
En 2000, l'Argyll fait partie de la force opérationnelle de la Royal Navy, comprenant l'Illustrious, l'Ocean, l'Iron Duke, le Chatham et quatre navires de la RFA, déployée dans le cadre de l'intervention militaire britannique dans la guerre civile de Sierra Leone. Au cours de ces opérations, l'Argyll agit en tant que garde-côte et reste au large de l'Afrique de l'Ouest jusqu'en septembre 2000. Tout au long de cette période, il opère avec son hélicoptère Lynx HMA Mk 8. Le Lynx fait quotidiennement des patrouilles et des recherches. Pendant son déploiement, l'hélicoptère est brouillé pour chercher un ferry disparu. L'équipage aérien localise vite le navire et fournit une escorte à la frégate qui sauve 58 personnes. Il est relevé par son sister-ship Iron Duke en septembre. Pendant la guerre, l'Argyll, assisté du Ocean, accueille une école pour des orphelins.
En 2001, dans le Golfe de Gascogne, la frégate subit un incendie électrique qui est rapidement éteint et a des dommages minimes.
L'Argyll effectue un déploiement de six mois dans le golfe Persique en protégeant deux plates-formes pétrolières, travaillant avec les marines américaine, australienne et irakienne de février à août 2005. Le navire fait une courte visite à Boulogne-sur-Mer, puis à Inveraray et enfin à Liverpool avant de subir des essais opérationnels en mer. Il est une plate-forme de contingence alors qu'Élisabeth II passe une semaine à bord du Hebridean Princess en juillet 2006.
En septembre 2006, la frégate est déployée avec d'autres navires comme l'Ocean et l'Albion où il fait deux raids contre le trafic de drogue par des navires marchands totalisant 50 millions de £. Ils terminent leur opération en novembre de la même année.
Le 14 septembre 2007, le HMS Argyll est mentionné dans les journaux : il est affirmé que le capitaine Nigel Chandler est relevé de son commandement car son navire a échoué par deux fois à passer les exercices. Ces exercices sont effectués tous les 18 mois pour s'assurer que le navire et l'équipage sont prêts pour le déploiement. En octobre 2007, l'Argyll retourne dans le golfe Persique pour prendre le relais de son sister-ship, Richmond. Ce déploiement comprend une patrouille qui dure 52 jours de janvier à mars 2008. Jeudi 3 avril 2008, plus de 500 amis et parents accueillent le HMS Argyll alors qu'il revient à Devonport après un déploiement de six mois dans le nord du golfe Persique.
Le 6 mai 2008, l'Argyll s'engage dans une période d'essais et de formation avant d'entrer dans une période de maintenance en juin.
Le 21 juillet 2008, l'Argyll conduit le défilé des vieux gréements de Liverpool en vue de la Tall Ships' Races à partir du 23 juillet.
Le 18 février 2009, l'Argyll part de Devonport dans le cadre du déploiement du Taurus 09. Il est accompagné du Bulwark, du Ocean, du Somerset et quatre navires de la RFA. La frégate revient à Devonport le 17 avril.
Au début d'octobre 2010, l'Argyll arrive à Plymouth après un réaménagement de 11 mois qui comprend 290 000 heures de travail consacrées à des modifications, à des mises à niveau et à des améliorations. Le HMS Argyll est la première frégate de type 23 à subir une deuxième remise en état majeure.
Le dimanche 22 janvier 2012, l'Argyll fait partie d'un convoi de six navires qui traverse le détroit d'Ormuz accompagné de navires de la marine française et des États-Unis, lors d'un conflit diplomatique avec l'Iran.
Le 30 juin 2012, jour des forces armées, il tire le salut à Plymouth à côté du RFA Mounts Bay, le comte de Wessex est présent avec le First Sea Lord.
En 2013, il effectue un déploiement de sept mois dans l'Atlantique, après avoir visité l'Afrique du Sud. Le navire est aussi dans des activités de lutte contre les stupéfiants dans le Pacifique oriental en voyageant autour du cap Horn et retourne dans son port d'attache via le canal de Panama.
En mars 2014, il tire accidentellement une torpille d'essai (non armée) alors qu'il s'entraîne à Devonport, il n'y a eu aucun blessé et peu de dommages.
Le 30 juin 2014, l'Argyll vient à Hamilton, dans les Bermudes, pour une visite de trois jours dans le cadre d'un déploiement dans l'Atlantique Nord et les Caraïbes. Il participe au déploiement de la lutte contre les stupéfiants en août 2014 dans le cadre de l'opération Martillo. Un Lynx de l'Argyll identifie un yacht suspect dans la mer des Caraïbes, un détachement de la garde côtière américaine opérant à partir de la frégate britannique saisit 16 millions de dollars de cocaïne trouvés sur le yacht. Le groupe avait déjà saisi un envoi encore plus important lors du même déploiement. Il vient à Baltimore le 11 septembre pour célébrer les 200 ans de The Star-Spangled Banner. Le 25 septembre, il vient à Veracruz. Le 6 octobre, il fait escale à George Town dans les îles Caïmans. Du 9 au 13 octobre, le HMS Argyll effectue une visite officielle en République dominicaine au cours de laquelle son pont d'envol accueille le baptême de Stefania Rozsa, fille de l'ambassadeur britannique. Le 18 octobre 2014, il arrive aux Bermudes pour apporter son aide à la suite de l'ouragan Gonzalo.
En 2015, l'Argyll entre en service à Devonport, il retourne en mer en février 2017 avec un nouveau système d'arme principal, le Sea Ceptor variante maritime du missile CAMM qui offre une capacité d'interception contre avion de 1 à 25 km, et de nombreuses modifications de ses salles. Il est un navire d'essai pour le missile avant de reprendre ses tâches opérationnelles et on annonce en septembre 2017 qu'il avait entrepris les premiers tirs du nouveau système plus tôt dans l'été au large de la côte occidentale de l'Écosse.
En 2017, l'Argyll participe à des exercices militaires dans la région Asie-Pacifique, par exemple avec les partenaires des Five Power Defence Arrangements et avec la force d'autodéfense maritime japonaise.
Le 12 mars 2019, la frégate secourt 26 membres d’équipage et un passager du cargo italien Grande America en flamme au large du Finistère. Ils sont ensuite transférés sur le navire Argonaute et ramenées à Brest. Le cargo sombre deux jours plus tard à plus de 300 km des côtes.
En mai 2024, l'Argyll est désarmé.